# Tywęzy
 Tywęzy  (deutsch Tiefensee) ist ein Dorf in der Stadt-und-Land-Gemeinde Dzierzgoń (Christburg) im Powiat Sztumski (Kreis Stuhm) der polnischen Woiwodschaft Pommern.

## Geographische Lage
Das Dorf liegt in der historischen Region Westpreußen sechs Kilometer südwestlich der Stadt Dzierzgoń.

## Geschichte
Tiefensee wurde ursprünglich als Hufenzinsdorf um 1314 herum von Luther von Braunschweig auf prußischem Boden (Feld Globin) südwestlich von Christburg angelegt. Es gilt als wahrscheinlich, dass es in Tiefensee eine eigene Kirche gegeben hat, bzw. dass eine in Tiefensee befindliche Kirche von dem Pastor des benachbarten  Kirchspiels Baalau mitversorgt wurde. Überreste eines Friedhofes sind unmittelbar an der Straße noch erkennbar.

## Religionen

### Kirchspiel
Tiefensee war bis 1945 in den Kirchenkreis Christburg eingegliedert.